# Immuunsuppressiva

Structuur van dexamethason, een zeer sterk ontstekingremmend medicijn

Immuunsuppressiva of immunosuppressiva zijn geneesmiddelen die de werking van het afweersysteem remmen. Immunosuppressiva worden gebruikt bij aandoeningen waarbij de ontstekingsreactie van het lichaam overmatig of ongewenst is. Dit is het geval bij 
- auto-immuunziektes, waar het immuunsysteem zich zonder duidelijke aanleiding richt op lichaamseigen weefsels. Bijvoorbeeld reumatoïde artritis, ziekte van Crohn of colitis ulcerosa.
- orgaantransplantaties, waar het lichaamsvreemde weefsel juist gewenst is. Bijvoorbeeld niertransplantatie.

Door immunosuppressieve medicijnen wordt het risico op infectieziektes vergroot. Bij sterke immuunsuppressie worden patiënten vatbaar voor micro-organismen die normaal onschadelijk zijn, zoals schimmels. Dit is omdat de meeste immunosuppressiva die tot dusver op de markt zijn gebracht, niet alleen een specifiek ziektefenomeen remmen, maar alle immunologische reacties in het lichaam.

## Lijst van enkele belangrijke immuunsuppressiva
De groep middelen die als immuunsuppressiva worden aangeduid is niet scherp omschreven. Het Farmacotherapeutisch Kompas en het Geneesmiddelenrepertorium hebben een hoofdstuk Immunosuppressiva, dat slechts een deel van de middelen bevat die immunosuppressiva genoemd worden. Meestal worden de onderstaande middelen daartoe gerekend. Prostaglandinesynthetaseremmers (NSAID's) en antihistaminica vallen er meestal niet onder, hoewel ze het immuunsysteem wel gedeeltelijk remmen. Ook medicijnen die immuunsuppressie als (niet-gewenste) bijwerking hebben vallen er niet onder.
- Glucocorticoïden
- Ciclosporine
- Methotrexaat
- Azathioprine
- Cyclofosfamide
- Mycofenolaatmofetil / Mycofenolzuurnatrium
- Tacrolimus
- Pimecrolimus
- Everolimus
- Sirolimus

- Biologicals (onvolledig)
  - Lymfocytenimmunoglobuline
  - Thymocytenglobuline
  - Basiliximab
  - Daclizumab
  - Dupilumab
  - Adalimumab
  - Ustekinumab
  - Anakinra
  - Infliximab
  - Etanercept
  - Rituximab